# Anderson Costa
Anderson Costa nacido el 13 de marzo de 1984 en Río de Janeiro (Brasil), es un exfutbolista Brasileño.

## Trayectoria
Debutó en el Vasco de Gama en el año 2001 donde permaneció hasta el año 2004, jugando 56 partidos y marcando 14 goles, dio el salto al fútbol europeo, cedido en el mercado de invierno del 2004, al Córdoba C.F. donde anotó 7 goles en 15 partidos. Fue fichado por el Dinamo de Zagreb, donde jugó 24 partidos y solo marcó 4 goles, no consiguió tener un hueco en el equipo y fue cedido, primero al Vitória Guimarães de la 2ª división Portuguesa y después al Aris de Salónica. En la temporada 2007 recaló en el Vitória Bahía de la 2ª división Brasileña. En 2008 llega al Lucena CF de la mano de Rafael Rojas, como uno de los grandes fichajes de la temporada.

## Clubes
| Club              | País           | Año       |
| ----------------- | -------------- | --------- |
| Vasco de Gama     | Brasil         | 2001-2004 |
| Córdoba CF        | España         | 2004-2005 |
| Dinamo Zagreb     | Croacia        | 2006-2007 |
| Vitória Guimarães | Portugal       | 2007      |
| Aris Salónica     | Grecia         | 2007      |
| Bahia             | Brasil         | 2007-2008 |
| Lucena CF         | España         | 2008      |
| Duque de Caxias   | Brasil         | 2009      |
| Bnei Sakhnin      | Israel         | 2009      |
| Pro Vercelli      | Italia         | 2009-2010 |
| Guarani           | Paraguay       | 2010      |
| Santo André       | Brasil         | 2010      |
| Al-Wakrah SC      | Catar          | 2011      |
| Criciúma          | Brasil         | 2011      |
| Vila Nova         | Brasil         | 2012      |
| Miami United FC   | Estados Unidos | 2012      |
| ABC Futebol Clube | Brasil         | 2013      |
| Atlético Acreano  | Brasil         | 2013      |
| UD Alta Lisboa    | Portugal       | 2014      |
| Boa Esporte       | Brasil         | 2014      |
| Imperatriz        | Brasil         | 2015      |
| FK Zeta           | Montenegro     | 2015      |
| Juventude         | Brasil         | 2016      |
| Sodertalje FK     | Suecia         | 2016      |
| Paysandu          | Brasil         | 2017      |
| Riga United FC    | Letonia        | 2017      |
| Santa Cruz        | Brasil         | 2018      |
| CE Jenlai         | Andorra        | 2018      |
| CD Santa Eugenia  | España         | 2018      |
| Sampaio Corrêa    | Brasil         | 2018      |
| FC Haka           | Finlandia      | 2019      |
| São José          | Brasil         | 2019      |